# Lempkeella
Lempkeella is een geslacht van vlinders van de familie spinneruilen (Erebidae), uit de onderfamilie Arctiinae.

## Soorten
- L. avellana (Kiriakoff, 1957)
- L. dufranei (Kiriakoff, 1952)
- L. vanoyei (Kiriakoff, 1952)